# Salvador Pérez Martínez
Salvador Pérez Martínez (Orihuela, 8 mei 1990) - alias  Salva Chamorro - is een gewezen Spaans profvoetballer die doorgaans als aanvaller speelde.
Tijdens het seizoen 2010/11 werd hij voor één seizoen uitgeleend aan CD Teruel, een ploeg die uitkwam in de Segunda División B. Hij werd er een van de spelbepalende figuren in de bescheiden ploeg en hij scoorde twaalf keer.
Na het einde van het seizoen verkoos hij ervoor om niet terug te keren naar zijn jeugdploeg, Villarreal CF om daar opgenomen te worden in de B-ploeg die uitkwam in de Segunda División A.  Daarentegen opteerde hij voor een ploeg uit zijn geboortestreek en zo werd hij tijdens het seizoen 2011-2012 voor één jaar uitgeleend aan FC Cartagena, een ambitieuze ploeg uit de Segunda División A.  Na een zeer terleurstellend seizoen kon de ploeg zijn behoud niet verzekeren en zo keerde de speler terug naar Villarreal CF.
Vanaf seizoen 2012/13 speelde hij voor de B-ploeg van Villarreal CF, dat net naar de Segunda División B gedegradeerd was doordat de A-ploeg zijn behoud in de Primera División niet bewerkstelligd had. Zijn optreden bestond uit onder meer vijf doelpunten in vijftien selecties. Dit ging niet ongezien voorbij waardoor hij overstapte naar reeksgenoot Club Deportivo Atlético Baleares.
Het daaropvolgende seizoen 2013/14 stapte hij over naar reeksgenoot UE Llagostera. Met deze ploeg werd hij eerste in de derde groep en kon hij promotie afdwingen tijdens de eindronde. Ondanks zijn elf doelpunten zou hij ze tijdens seizoen 2014/15 niet volgen naar de Segunda División A.
Tijdens het seizoen 2014/15 zou hij onderdak vinden bij Club Lleida Esportiu, een andere ploeg uit de Segunda División B.  Hij maakte hier 14 doelpunten in 36 wedstrijden. Hij verhuisde voor het seizoen 2015/16 naar CD Tondela, een ploeg uit de Primeira Liga.  Tijdens de winterstop keerde hij echter terug naar Spanje nadat hij zijn handtekening zette onder een contract bij FC Barcelona B, uitkomend in de Segunda División B.
Tijdens het seizoen 2016/17 zocht hij voor de tweede keer zijn geluk in het buitenland. Deze keer werd het Hong Kong bij Pegasus FC, een ploeg op het hoogste nationale niveau.
In het seizoen 2017/18 keerde hij naar zijn geboorteland terug en tekende hij bij Real Murcia, een ploeg uit de Segunda División B. Tijdens de winterstop stapte hij over naar reeksgenoot UD Logroñés.
Vanaf het seizoen 2018/19 speelde hij bij het Griekse GS Doxa Dramas FC, een ploeg uit de Football League. De speler zou in negentien van de dertig wedstrijden optreden en viermaal scoren. De ploeg eindigde negende van de zestien ploegen in de reeks.
Tijdens het seizoen 2019/20 speelde hij bij het Indiase Mohun Bagan AC, een ploeg uit de I-League.  Tijdens de winterstop kwam hij terug naar Spanje en tekende hij bij Mar Menor CF, een ploeg uit de Tercera División.  Voor het seizoen 2020/21 verlengde hij zijn contract en behaalde met de ploeg uit San Javier een ticket voor de nieuwe Segunda División RFEF, het nieuwe vierde niveau van het Spaans voetbal.  Het betekende ook het einde van zijn actieve voetballoopbaan.